# Ellerslie Park
Ellerslie Park ist eine Community des karibischen Inselstaates Trinidad und Tobago und ein Stadtteil der Hauptstadt Port of Spain.

## Status
Die kleinste administrative Einheit in Trinidad und Tobago ist die Community, vergleichbar der deutschen Ortslage. Eine Community kann im urbanen Raum nur einige Straßenzüge, im ländlichen Raum aber auch große Gebiete umfassen. Trinidad und Tobago ist administrativ unterteilt in 612 Communities, Ellerslie Park ist eine davon. Der Begriff „Stadtteil“ hat in Trinidad und Tobago lediglich eine informelle Bedeutung.

## Lage
Ellerslie Park liegt im Nordwesten Port of Spains, auf der Grenze zwischen den großen Stadtteilen Saint James und Maraval. Im Osten wird Ellerslie Park durch die Saddle Road begrenzt, im Norden durch die Long Circular Road. Im Westen grenzt es an die Community Long Circular, im Süden an Federation Park. Formell liegt Ellerslie Park auf dem Gebiet dreier administrativer Regionen Trinidads, nämlich der regionsfreien Stadt Port of Spain und der Regionen Diego Martin und San Juan-Laventille. Verwaltet wird die Community aber ausschließlich von Port of Spain aus.

## Geschichte
Das Gebiet des heutigen Ellerslie Park gehörte gegen Ende des 19. Jahrhunderts der schweizstämmigen Familie Zurcher, die um 1850 herum nach Trinidad migriert war und die ihr Herrenhaus und das umliegende Areal „Blarney“ nannten. Um 1900 herum wurde das Anwesen von der englischstämmigen Familie Rapsey, die Lebensmittelfabriken und Plantagen auf Trinidad besaß, aufgekauft und in „Ellerslie“ umbenannt. Der Name „Ellerslie“ stammt aus dem Altenglischen und bedeutet „Feld der Holunderbäume“ oder „Feld der Holunderbüsche“. Der Grund für die Benennung des Areals mit diesem Namen durch die Rapsey-Familie ist unbekannt. Holunder wächst auf Trinidad nicht, wohl aber in der englischen Heimat der Familie.
Von 1939 bis 1943 befand sich auf dem Gebiet des heutigen Ellerslie Park ein Internierungslager für Deutsche, die als Kriegsgegner der trinidadischen Kolonialmacht Großbritannien inhaftiert wurden. Ironischerweise betraf dies nur wenige deutsche Soldaten (meist gefangene U-Boot-Besatzungen) oder Angehörige der Handelsmarine, sondern primär die knapp 600 deutschstämmigen Juden, die vor dem Naziregime nach Trinidad geflohen waren. Ab 1955 wurde das Areal wieder zivil genutzt, als das Büro des britischen Hochkommissars das Grundstück 1 Ellerslie Park kaufte und dort das Wohnhaus des britischen Handelskommissars errichten ließ.

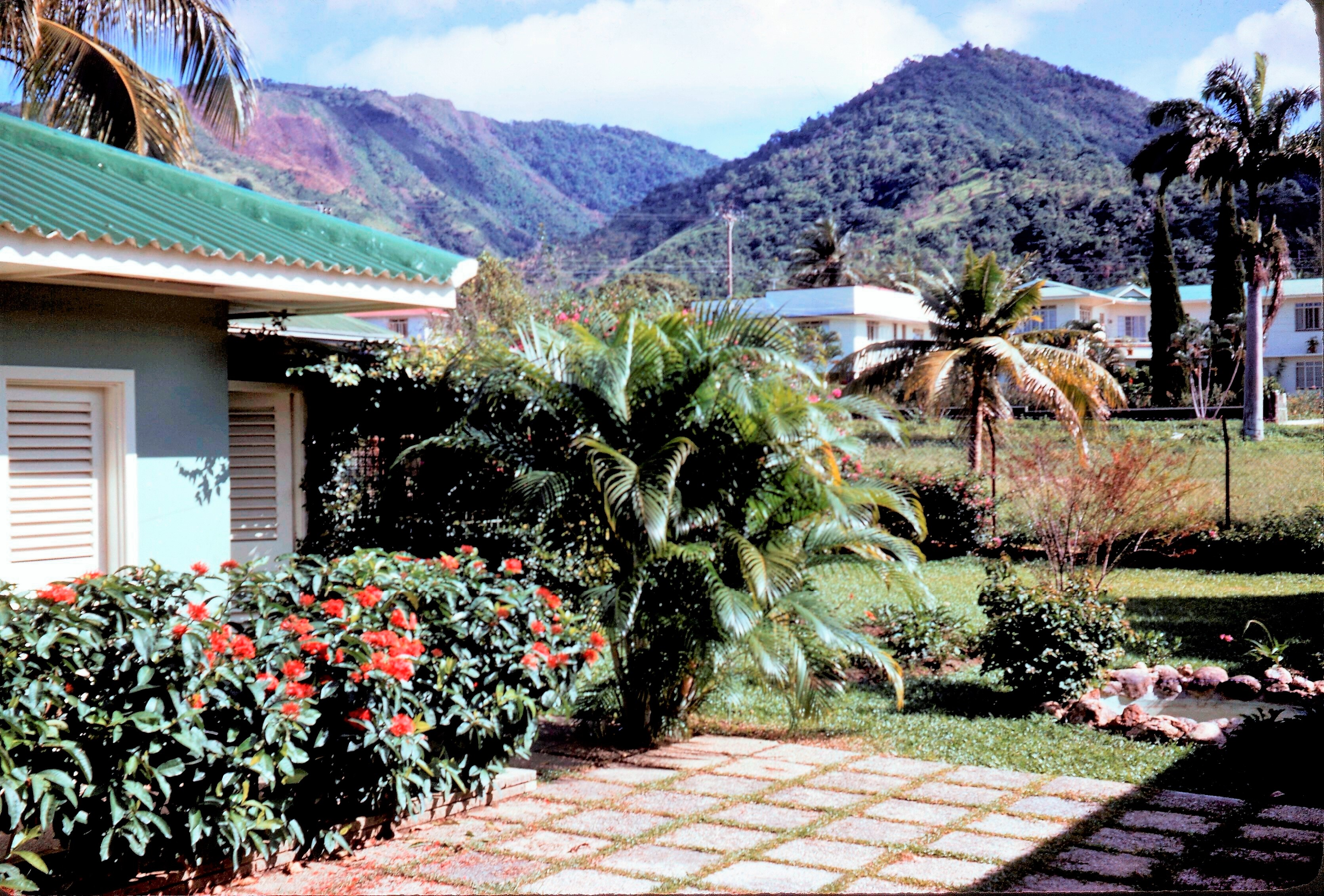
Ellerslie Park 1967

In den 1960er-Jahren geriet Ellerslie Park kurzzeitig in die nationalen Schlagzeilen, als an seinem westlichen Rand ein Kulturzentrum der Islamic Missionaries Guild (IMG) errichtet werden sollte – unmittelbar angrenzend an die Residenz des Botschafters der USA, der umgehend bei der trinidadischen Regierung intervenierte. Diese gab dem Ersuchen statt und bot der IMG ein alternatives Grundstück im weiter südwestlich gelegenen Stadtteil Mucurapo an.
1976 setzte die trinidadische Schriftstellerin Marion Patrick Jones dem Stadtteil ein Denkmal, dessen elegante Villen in ihrem Roman J'Ouvert Morning das Lebensziel der aus der unteren Mittelschicht stammenden Protagonistenfamilie Grant darstellen.

## Wirtschaft und Verkehr
Ellerslie Park ist ein Wohnviertel der Oberklasse; viele Diplomaten und höherrangige Staatsbeamte leben dort. Im Südosten der Community befindet sich mit der Ellerslie Plaza ein großes Einkaufszentrum mit Restaurants und Boutiquen. Im Viertel hat die trinidadische Niederlassung von China Railway Construction ihren Sitz, einem staatlichen, chinesischen Unternehmen der Eisenbahnbranche – Trinidad verfügt seit 1968 über kein Eisenbahnnetz mehr.
Über die Saddle Road ist Ellerslie Park sowohl an das Zentrum Port of Spains mit dem Stadtteil St. Clair und der Queen’s Park Savannah als auch an die zur Nordküste Trinidads führende North Coast Road angebunden. Der gesamte touristische Verkehr zwischen Port of Spain und den Stränden an der Nordküste passiert Ellerslie Park. Über die Long Circular Road wird der Stadtteil Saint James erschlossen.

## Einrichtungen
Die katholische Church of the Assumption, die den nördlich gelegenen Stadtteil Maraval bedient, liegt auf dem Gebiet der Community. Das 1948 von Anthony C. Lewis entworfene Gebäude gilt als Beispiel moderner trinidadischer Architektur.

## Persönlichkeiten
Der ehemalige Premierminister und Präsident Trinidads A.N.R. Robinson lebte bis zu seinem Tode in Ellerslie Park.